# درع يوتيوب
جوائز منشئي المحتوى (بالإنجليزية: YouTube Creator Awards)، وتعرف أكثر باسم دروع اليوتيوب هي هدية من شركة يوتيوب للقنوات الأكثر شعبية. تهدف هذه الدروع إلى التعريف على أفضل نوعية من الفيديوهات الموجودة في موقع اليوتيوب، وتستند فقط على عَدد المشتركين في القناة.

## الدروع
هناك خمسة مستويات من الدروع وهي:
1. الدرع الفضي:[2] للقنوات التي لديها 100,000 مشترك (مئة ألف مشترك).
2. الدرع الذهبي:[3] للقنوات التي لديها 1,000,000 مشترك (مليون مشترك).
3. الدرع الماسي:[4][5][6] للقنوات التي لديها 10,000,000 مشترك (عشرة ملايين مشترك).
4. الدرع المخصص:[4] للقنوات التي لديها 50,000,000 مشترك (خمسون مليون مشترك).
5. درع الماس الأحمر: للقنوات التي لديها 100,000,000 مشترك (مئة مليون مشترك).

### الدرع الفضي
يُمنح للقنوات التي تصل إلى 100 ألف مشتركٍ فأكثر. النّسخة القديمة كانت مصنوعة من سبائك النّيكل المطليّة بـالنّيكل النّحاسي. والنّسخة الجديدة (ابتداءً من 1 مارس 2017م) مصنوعة من 92% نيكل، 5% كربون، 2.5 زينك، ومزيجٍ من معادنٍ أخرى.
القنوات التي تصل إلى هذا المستوى مؤهلة أيضًا للحصول على علامة التوثيق الرقميّ.

### الدرع الذهبي
يُمنح للقنوات التي تصل إلى مليون مشتركٍ فأكثر. وهو مصنوعٌ من النّحاس المطليّ بالذهب.

### الدرع الماسي
يُمنح للقنوات التي تصل إلى 10 مليون مشتركٍ فأكثر. وهو مصنوعٌ من معدنٍ مطليٍ بالفضة مع قطعة كبيرة من الكريستال عديم اللون. عندما قُدّم في فيدكون 2015، كانت هنالك 35 قناة مؤهلة للحصولِ عليه اعتبارًا من 27 فبراير 2024م، هنالك أكثر من ألف قناة لديها 10 مليون مشترك فأكثر.

### الدرعالمخصص
كان يُمنح للقنوات التي تصل إلى 50 مليون مشترك فأكثر. وهي غائبة عن صفحة جائزة المبدعين. حاز بيو دي باي على درع بلون الياقوت على شكل شعار قناته. يمكن أن يختلف اللون لكل منشئ، على سبيل المثال، تلقت تي سيريز درعًا عديم اللون، بينما حصلت بلاكبينك على درع أسود فوق قاعدة وردية اللون. قدمت القنوات التي تحمل رمز خنجر () درعها المخصص للجمهور. اعتبارًا من مايو 2021، وصلت 28 قناة إلى هذا المستوى، وعلى النحو التالي:
1. بيو دي باي (8 ديسمبر 2016)[14][15][16]
2. تي سيريز (27 يونيو 2018)[17]
3. حرف إبداعية في 5 دقائق (21 فبراير 2019)[18]
4. كوكوميلون (7 يونيو 2019)[19]
5. إس إي تي الهند (20 يونيو 2019)
6. Canal Kondzilla  [لغات أخرى]‏ (21 يونيو 2019)[20]
7. دبليو دبليو إي (24 أكتوبر 2019)
8. جاستن بيبر (3 فبراير 2020)
9. زي ميوزيك كومباني (7 فبراير 2020)
10. ستايسي (13 مارس 2020)
11. الأصدقاء المثاليون  [لغات أخرى]‏ (24 مارس 2020)
12. Kids Diana Show (30 مارس 2020)
13. فلاد و نيكي  [لغات أخرى]‏ (18 أغسطس 2020)
14. زي تي في (2 سبتمبر 2020)
15. بلاكبينك (4 أكتوبر 2020)[21]
16. مارشميلو (22 نوفمبر 2020)
17. مستر بيست (3 يناير 2021)[22][ا]
18. بيغ هيت إنترتينمنت (9 يناير 2021)
19. غولدماين تيليفلمز (27 فبراير 2021)
20. Movieclips (27 فبراير 2021)
21. شيمارو إنترتينمنت (27 مارس 2021)
22. سوني ساب  [لغات أخرى]‏ (2 مايو 2021)
23. بانتغان تي في (21 مايو 2021)
24. بينكفونغ (29 يونيو 2021)
25. ChuChu TV (21 يوليو 2021)
26. أريانا غراندي (28 أكتوبر 2021)
27. إد شيران (13 نوفمبر 2021)
28. إمينيم ميوزك (2 ديسمبر 2021)

### درع الماس الأحمر
يُمنح للقنوات التي تصل إلى 100 مليون مشتركٍ فأكثر. مستوحى من الدرع الماسي. اعتبارًا من 27 فبراير 2024، يوجد حاليًا تسع قنوات وصلت إلى هذا المستوى:
1. تي سيريز (29 مايو 2019)[24][25]
2. بيو دي باي (25 أغسطس 2019)[25][26][27]
3. كوكوميلون (12 ديسمبر 2020)[28]
4. تلفزيون سوني الترفيهي الهندي (28 مارس 2021)[29]
5. مستر بيست (28 يوليو 2022)[30]
6. كيدز ديانا شو (16 أغسطس 2022)
7. لايك ناستيا (25 أغسطس 2022)
8. فلاد آند نيكي (13 أغسطس 2023)
9. شركة زي ميوزيك (24 سبتمبر 2023)

## معرض الصور

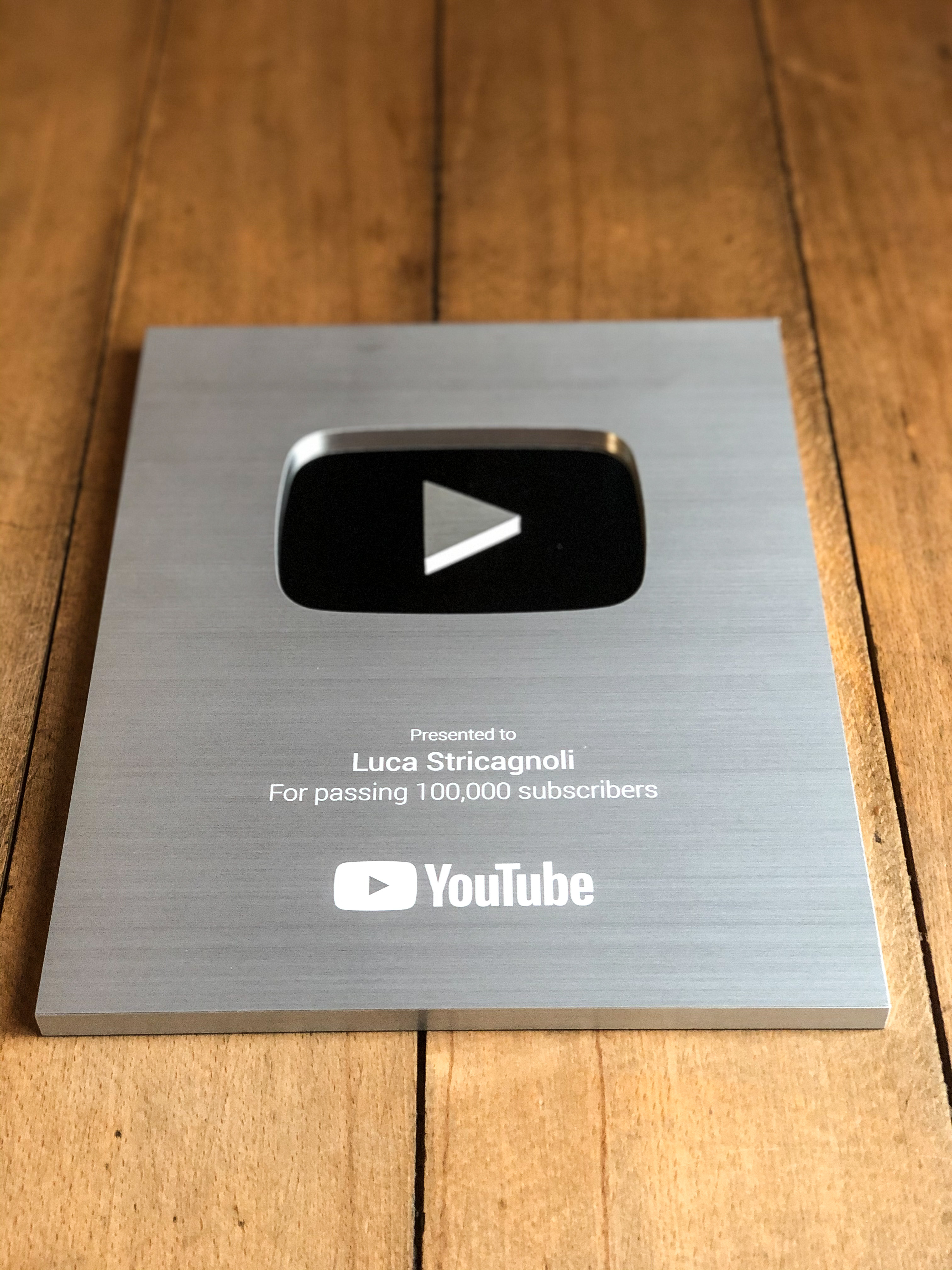
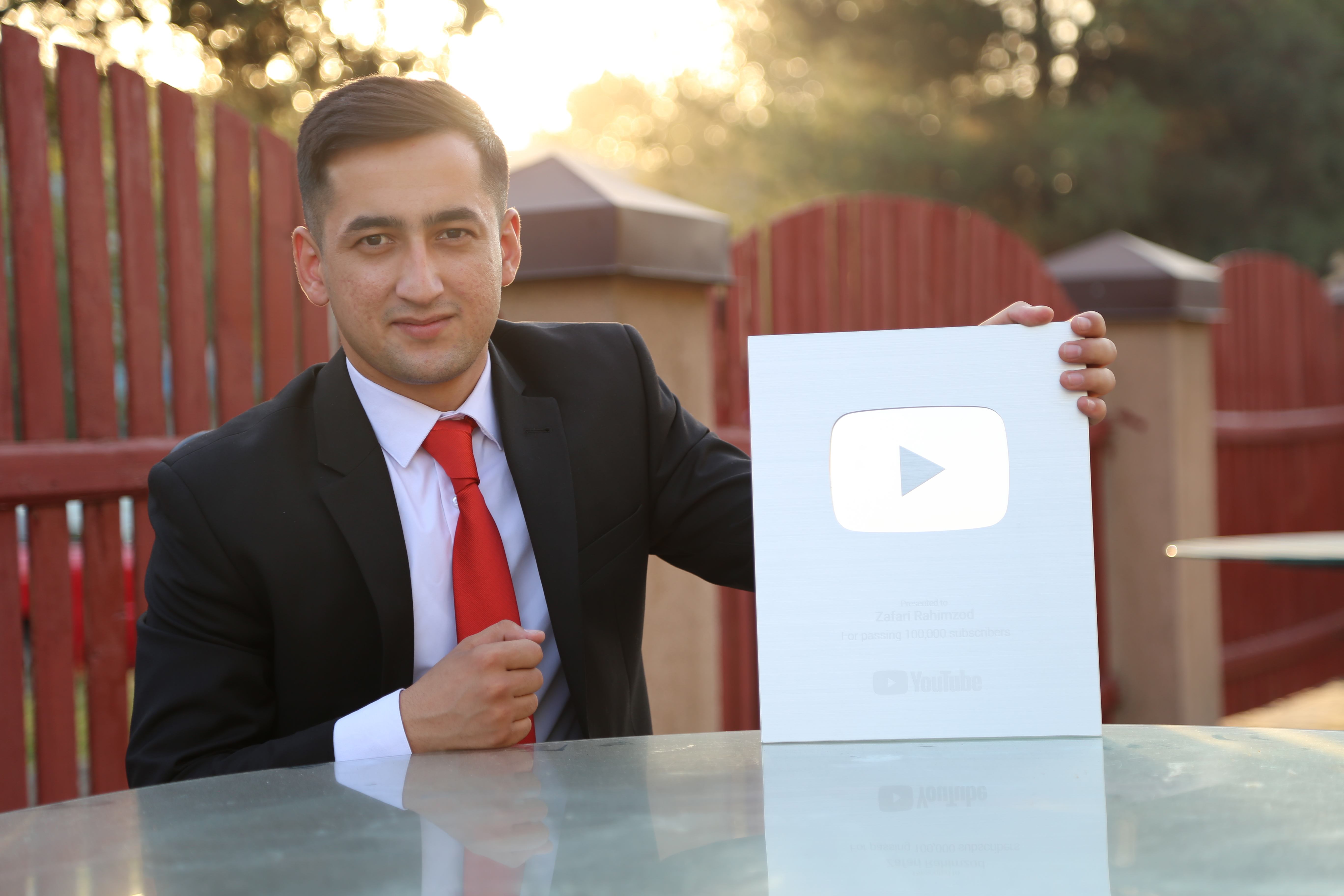
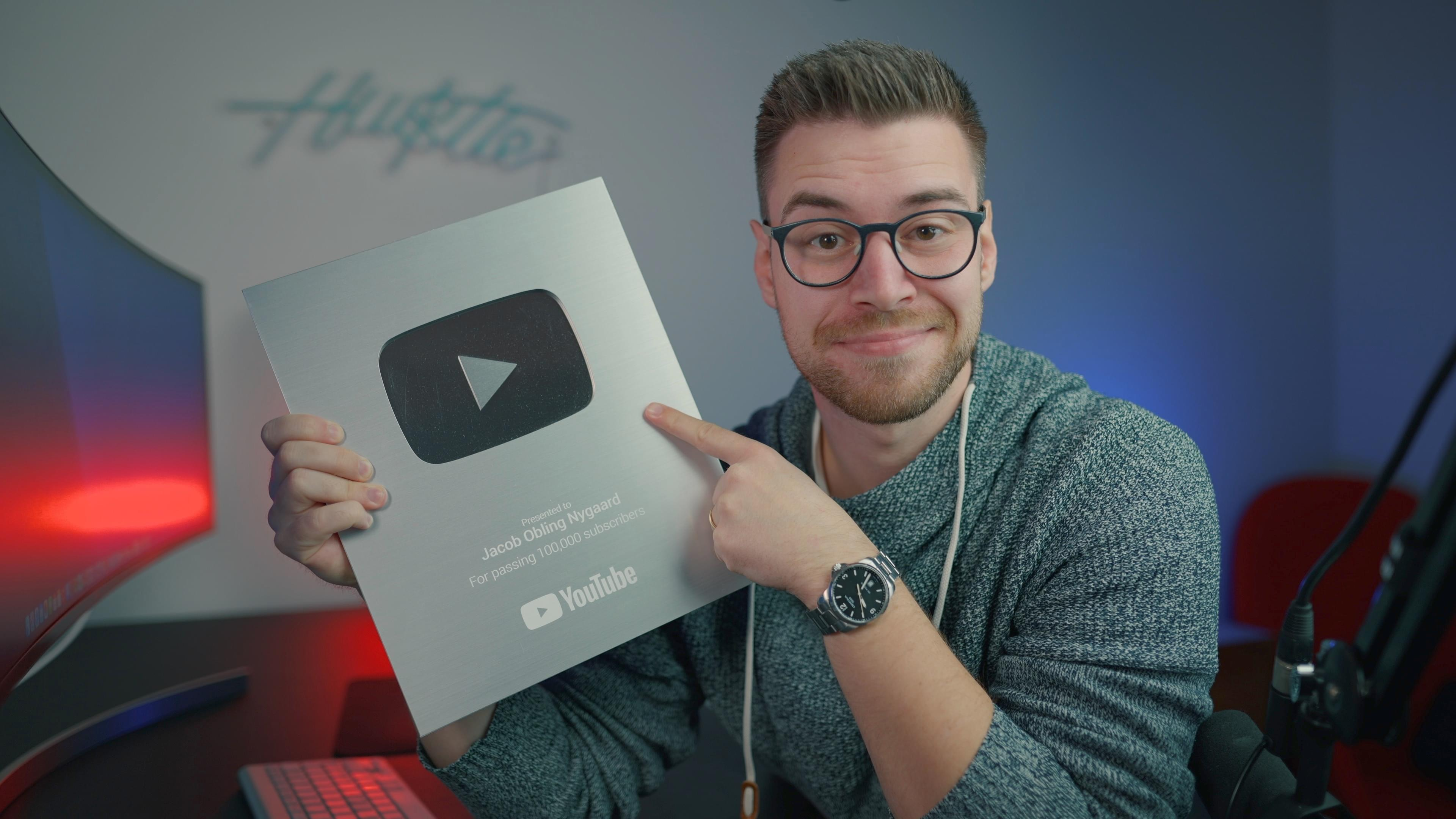
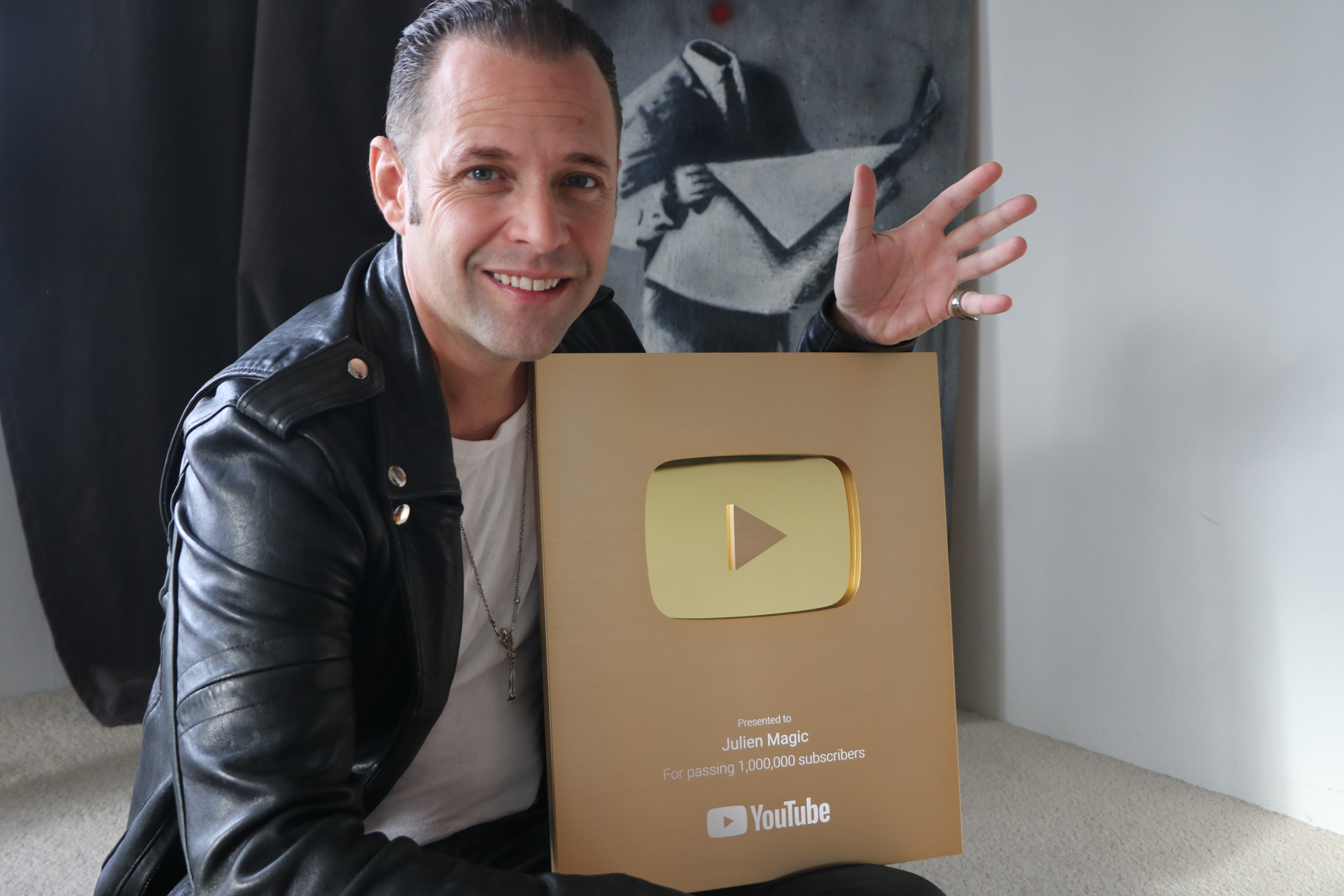
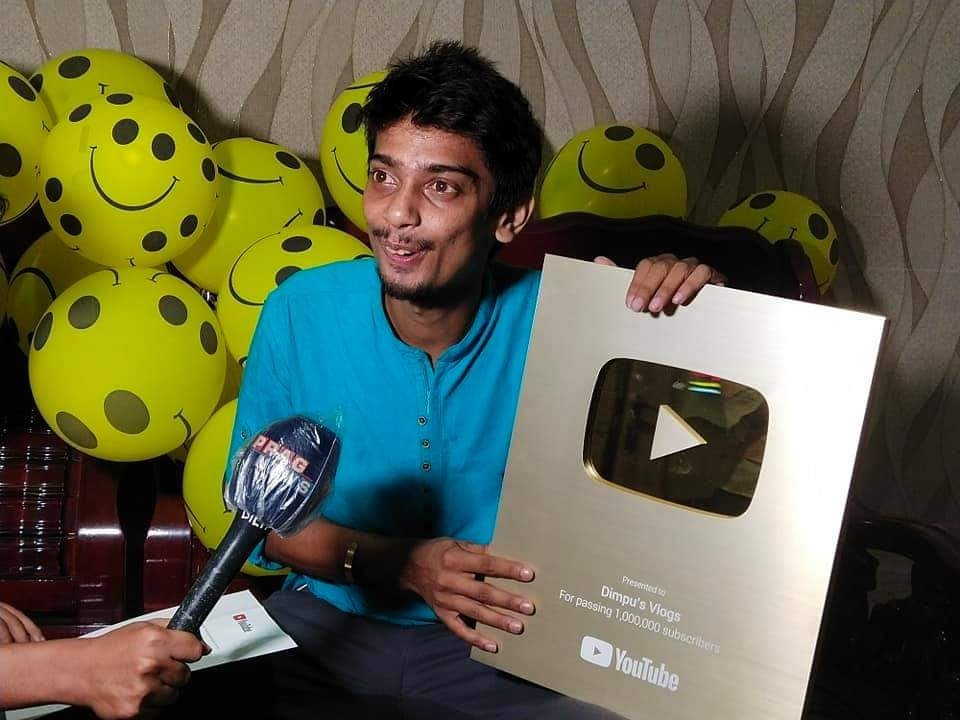
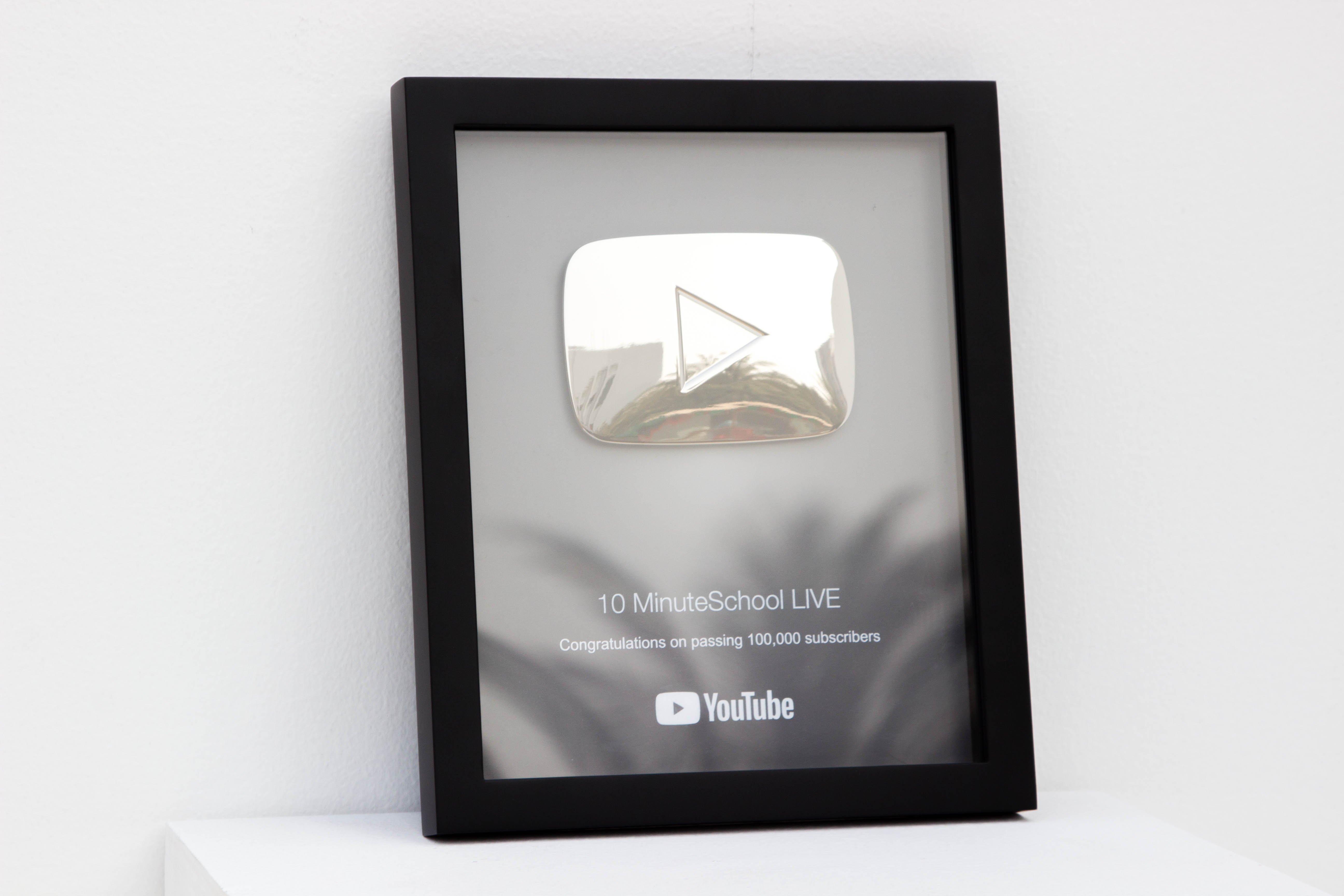
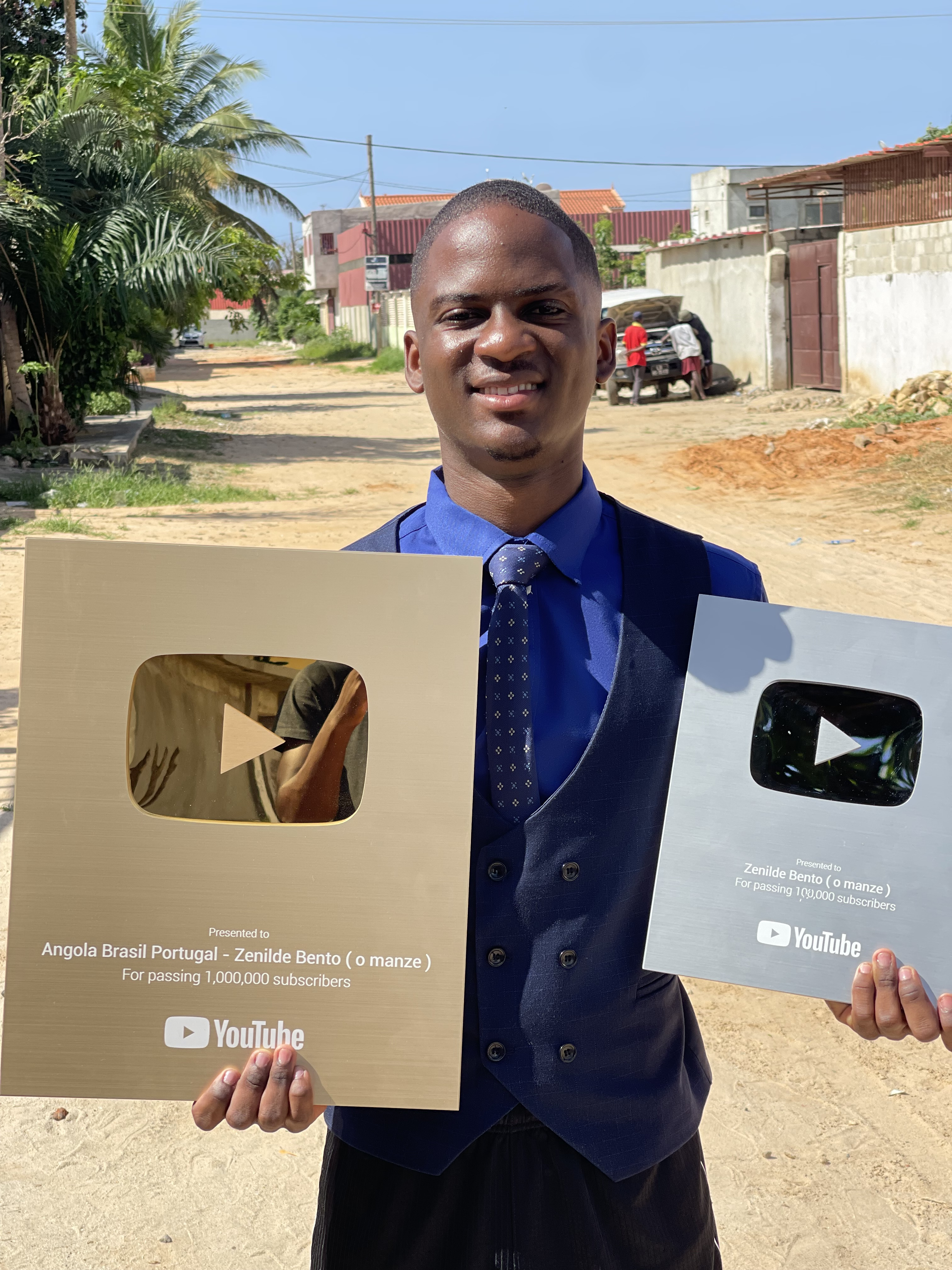
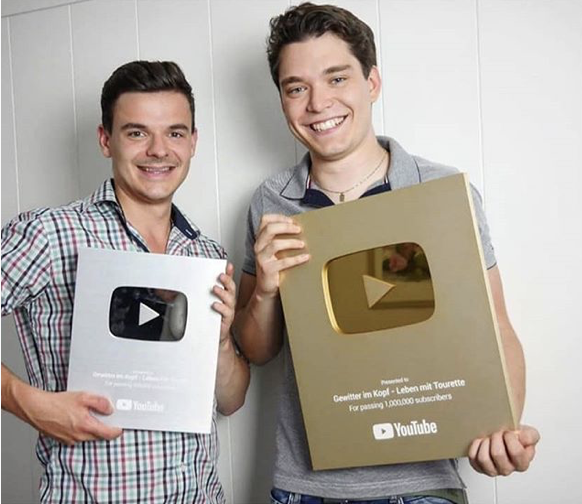
يان زيمرمان (على اليسار) وتيم ليمان (على اليمين) يحملان دروع لقناتيهما
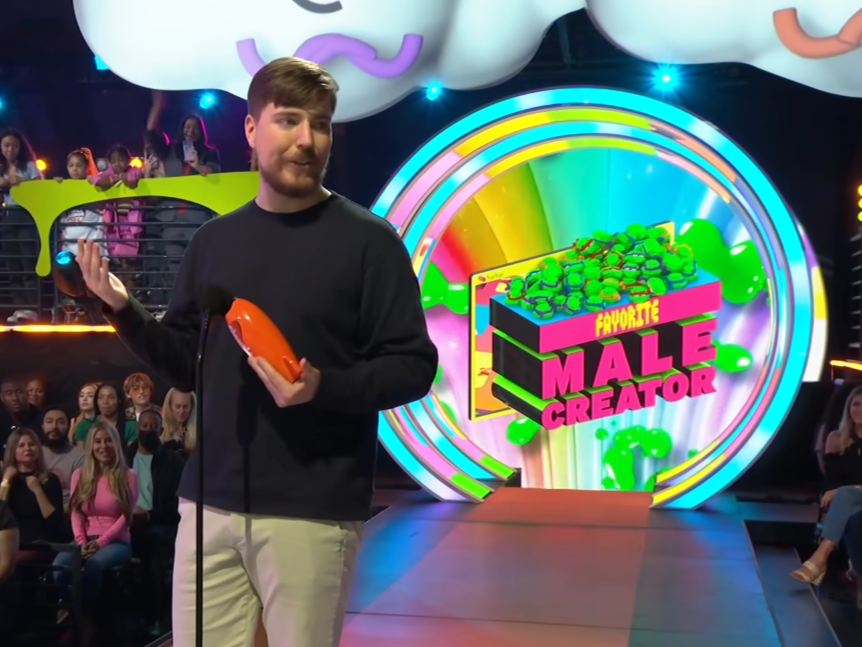

## الملاحظات
1. ↑  بينما لم يتحقق من أن درع مستر بيست المخصص جاء من يوتيوب مباشرةً، إلا أنه مدرج في Society Awards، الشركة المصنعة الرسمية لجوائز يوتيوب الأخرى.